# George Horne (évêque)
Pour les articles homonymes, voir George Horne et Horne.
Georges Horne (1er novembre 1730 - 17 janvier 1792) est un homme d'église, universitaire, écrivain et administrateur d'université anglais.

## Jeunesse
Horne est né à Otham près de Maidstone, dans le Kent, fils aîné survivant du révérend Samuel Horne (1693-1768), recteur de la paroisse, et de sa femme Anne (1697-1787), fille cadette de Bowyer Hendley. Il fréquente la Maidstone Grammar School aux côtés de son cousin et ami de toujours William Stevens, fils de la sœur de son père Margaret, et de là part en 1746 à l'University College d'Oxford (BA 1749; MA 1752; DD 1764). Trois contemporains du collège sont également amis pour la vie : Charles Jenkinson plus tard premier comte de Liverpool, William Jones de Nayland  et John Moore, plus tard archevêque de Canterbury. Ses deux frères cadets sont également diplômés d'Oxford et membres du clergé, Samuel Horne (1733 - vers 1772) devenant universitaire d'Oxford tandis que William Horne (1740 - 1821) succède à leur père comme recteur d'Otham.

## Carrière académique
En 1749, Horne devient membre du Magdalen College d'Oxford, dont il est élu président le 27 janvier 1768 . Directeur d'université influent, il est vice-chancelier de l'Université d'Oxford de 1776 à 1780 ,. À l'université, il se bat contre tout assouplissement de la loi qui oblige les candidats à souscrire aux croyances de l'Église d'Angleterre .

## Carrière ecclésiastique
Ordonné prêtre en 1753, de 1760 à 1764, il est vicaire du village de Horspath dans l'Oxfordshire . Par la suite, ses devoirs religieux sont exercés à la Madeleine jusqu'en 1771, lorsque le premier ministre Lord North le nomme à la maison royale comme aumônier ordinaire du roi George III, poste qu'il occupe jusqu'en 1781 . Cette année-là, il est nommé doyen de Cantorbéry, cumulant le poste avec la présidence de la Madeleine. Doyen énergique, il promeut les écoles du dimanche pour informer les jeunes et prononce des sermons écoutés contre l'unitarisme. Il est également un partisan actif de la Naval and Military Bible Society, aujourd'hui la Naval Military & Air Force Bible Society, fondée en 1779 pour fournir de la littérature chrétienne aux forces armées et aux marins.
En 1790, alors déjà en mauvaise santé, il accepte avec une certaine réticence l'évêché de Norwich, démissionnant de Cantorbéry et, l'année suivante, de Madeleine. Incapable d'accomplir grand-chose dans son diocèse ou à la Chambre des lords, une réalisation est de soutenir les évêques de l'Église épiscopalienne écossaise qui, en 1789, viennent à Londres pour demander au Parlement d'être soulagés de leurs entraves juridiques. Dans ce qui est sa dernière circulaire à son clergé diocésain, alors que la Révolution française remet en cause la plupart des valeurs qu'il défend, il reste catégorique sur le fait que «la vraie religion et le vrai savoir n'ont jamais été en désaccord» .

## Influences intellectuelles
Par sa prédication, ses articles de journalisme, sa correspondance et la paternité de nombreux ouvrages (certains à l'époque anonymes), Horne défend activement la tendance de la Haute Église dans l'Anglicanisme contre le Calvinisme, l'Église d'Angleterre contre d'autres dénominations et le christianisme trinitaire contre d'autres croyances. Il a une réputation de prédicateur et ses sermons sont fréquemment réimprimés. Dans ses pièces polémiques, dont certaines paraissent dans les journaux sous le nom de Nathaniel Freebody (un cousin décédé), il est influencé par les travaux de Charles Leslie . Ayant adopté très tôt certaines des vues de John Hutchinson, il écrit dans son défense, bien qu'en désaccord avec les interprétations fantaisistes de Hutchinson de l'étymologie hébraïque. Il tombe également sous l'imputation du méthodisme, mais proteste du haut de la chaire de l'université contre ceux qui prennent leur théologie de George Whitefield et de John Wesley plutôt que des théologiens anglicans majeurs. Néanmoins, il désapprouve l'expulsion de six étudiants méthodistes de St Edmund Hall, Oxford, un événement très médiatisé de 1768 à Oxford  et plus tard, lorsqu'il est évêque, il pense qu'il ne faut pas interdire à Wesley de prêcher dans son diocèse.
Bien qu'impressionné par les écrits antérieurs de William Law, il se plaint plus tard de l'avoir vu "tomber du paradis du christianisme dans l'évier et la complication du paganisme, du quakerisme et du socinianisme, mélangé à la chimie et à l'astrologie par un cordonnier possédé". Dans cet « évier », il inclut les vues d'Emanuel Swedenborg et de Jakob Böhme. Bien qu'ils aient critiqué le projet de Benjamin Kennicott et de certains de ses collègues de rassembler un nouveau texte de la Bible hébraïque à partir de manuscrits, afin de préparer une nouvelle traduction en anglais, les deux se lient d'amitié. Il est également ami avec Samuel Johnson qui, avec James Boswell, est venu prendre le thé à Magdalen, où ils discutent de la production d'une nouvelle édition des Lives d'Izaac Walton, et Boswell écrit ensuite chaleureusement sur le caractère et les capacités de Horne. Bien qu'il ait aimé lire Edward Gibbon et admiré son érudition, il exprime son dégoût pour le dénigrement continu de Gibbon de la tradition juive et chrétienne .
L'accent qu'il met toute sa vie sur la religion révélée plutôt que sur la religion naturelle et son acceptation des hautes croyances de l'Église forment un lien important entre les non- jurés du XVIIe siècle et le mouvement d'Oxford du XIXe siècle .

## Écrits
Parmi ses publications on trouve :
- La théologie et la philosophie du Somnium Scipionis de Cicéron 1751, une brochure satirique.
- (Avec William Jones) Une réponse complète à l'essai sur l'esprit de l'évêque R. Clayton, avec une explication particulière des trinités hermétique, pythagoricienne et platonicienne, 1752. Contre les vues de Robert Clayton[7] .
- Une déclaration juste, franche et impartiale de l'affaire entre Sir Isaac Newton et M. Hutchinson (anon.) 1753.
- Des excuses pour certains messieurs de l'Université d'Oxford, selon une brochure anonyme tardive de 1756. Le pamphlet anonyme s'intitulait « Un mot aux Hutchinsoniens ».
- Avertissements aux lecteurs de M. Law, et, avec très peu de variétés, aux lecteurs du baron Swedenborg 1758, auxquels a été ajoutée une lettre à une dame au sujet des écrits de Jacob Behmen.
- Une vue de la méthode de M. Kennicott pour corriger le texte hébreu 1760.
- Considérations sur la vie et la mort de saint Jean-Baptiste 1769, une extension d'un sermon prêché par lui le jour de la Saint-Jean-Baptiste 1755, depuis la chaire en plein air du quadrilatère du Magdalen College.
- Commentaire des Psaumes, 1771. Son œuvre la plus connue, le "Commentaire", est en partie exégétique et en partie dévotionnelle, partant du principe que la plupart des Psaumes sont plus ou moins messianiques et ne peuvent être correctement compris qu'en ces termes. Richard Mant transfère la préface de Horne presque textuellement dans son Book of Common Prayer annoté. Hannah More, une autre amie de Horne, l'admire.
- Une lettre au Dr Adam Smith (anonyme), 1777. Une attaque contre la vie d'Adam Smith de David Hume, tentant de réfuter le mépris de Hume pour la croyance chrétienne.
- Lettres sur l'infidélité 1784, adressées à son cousin William Stevens. En plus de sa bête noire David Hume, ceux-ci s'en prennent à d'autres rationalistes des Lumières comme Voltaire et d'Alembert.

Il avait l'intention d'écrire une Défense de la Divinité du Christ contre Joseph Priestley, mais n'a pas vécu pour le faire. Les œuvres rassemblées de Horne sont publiées avec un mémoire de William Jones en 1799.

## Famille
Le 22 juin 1768, il épouse Felicia Elizabetha (1741–1821), fille unique de l'avocat et auteur juridique Philip Burton et de sa femme Felicia, fille de Ralph Whitfield . Ils ont trois filles : Felicia Elizabetha (1770–1829) qui épouse en 1791 le révérend Robert Hele Selby Hele ; Maria (1773–1852) célibataire; et Sarah (1775–1853), une élève de Hannah More  qui en 1796 épouse le révérend Humphrey Aram Hole.
Âgé de 62 ans, il meurt à Bath, Somerset le 17 janvier 1792  et est enterré dans le caveau de son beau-père à Eltham.